# Ello (opat w Brauweiler)
Ello (zm. 1054) – mnich z klasztoru św. Maksymina w Trewirze, od 1030 pierwszy opat klasztoru w Brauweiler.
Zmarł w 1054 roku.